# Riana Nainggolan
Riana Nainggolan (Anversa, 4 maggio 1988) è una calciatrice e giocatrice di calcio a 5 belga.
È la sorella gemella di Radja Nainggolan.

## Biografia
Riana Nainggolan nasce ad Anversa, il 4 maggio del 1988, figlia di Lizy Bogaerts, una belga cattolica di etnia fiamminga, e di Marianus Nainggolan, un indonesiano protestante di etnia batak, popolo dell'Indonesia occidentale a maggioranza cristiana stanziato per lo più nella Sumatra settentrionale. Suo padre abbandonò lei, la madre e Radja lasciandoli in condizioni precarie quando Riana era ancora una bambina. Crebbe come credente e praticante cattolica, cresciuta dalla madre, che morì nel 2010.
È dichiaratamente omosessuale.

## Carriera

### Club
Riana Nainggolan gioca la prima parte della sua carriera nel Kontich, divisione femminile del club dell'omonima cittadina belga della Provincia di Anversa, nelle Fiandre, giocando in Division II (o Tweede Klasse in olandese), l'allora secondo livello del campionato belga femminile di calcio. Con il Kontich riesce a scalare la classifica fino alla promozione, raggiunta al termine della stagione 2006-2007. Nainggolan e la sua squadra alla loro prima esperienza in Division I (Eerste Klasse) non riuscirono però a raggiungere la salvezza terminando quattordicesime e ultime con 16 punti su 26 partite.
Nainggolan rimane con le rosso-ambra per altre due stagioni raggiungendo nuovamente il vertice della Division II. Dopo una fusione societaria con il Germinal Beerschot Antwerpen, la squadra si iscrive alla stagione 2010-2011 come GBA-Kontick e Nainggolan contribuisce a disputare un campionato di buon livello terminando all'ottavo posto, e a quella successiva come Beerschot Antwerpen Dames, che adotterà la casacca color malva, terminando decima.
Con l'istituzione della BeNe League, divenuto il primo livello sia per il campionato belga che per quello olandese, Nainggolan rimane in rosa nella squadra che decide di iscriversi al torneo, affrontando con molta difficoltà i due campionati seguenti, sempre giunta all'ultimo posto.
Nell'estate 2014 coglie l'opportunità di trasferirsi all'estero firmando un contratto con l'italiana Res Roma che disputa la sua seconda stagione in Serie A, massimo livello del campionato italiano femminile di calcio. Inserita in rosa fa il suo esordio in campionato come titolare alla 2ª giornata di andata, nella partita giocata fuori casa con la Torres l'11 ottobre 2014. Alla sua prima presenza in Italia rimedia un cartellino giallo e sul parziale di 0-0 viene sostituita da Francesca Pittaccio; l'incontro terminerà 0-1 sulle sassaresi con la rete siglata al 77' da Vanessa Nagni. Al termine del girone di andata colleziona 11 presenze su 13 incontri e 2 reti segnate, la prima alla 9ª giornata contro la Riviera di Romagna e la seconda all'11ª giornata, l'unica rete siglata in quell'occasione contro il Cuneo.
Durante il calciomercato estivo Nainggolan decide di lasciare il calcio a 11 sottoscrivendo un accordo con il Sinnai C5, società di calcio a 5 femminile con sede nell'omonimo comune nella città metropolitana di Cagliari, per disputare la Serie A del campionato italiano di categoria.
Nel dicembre 2015 ha lasciato il calcio a 5 ed è tornata a vestire la maglia della Res Roma.

### Nazionale
Nel 2015 viene convocata nella Nazionale belga per rappresentare il proprio paese all'edizione 2015 della Cyprus Cup.